# Валя-Маре (Горж)
Валя-Маре (рум. Valea Mare) — село у повіті Горж в Румунії. Входить до складу комуни Рунку.
Село розташоване на відстані 249 км на захід від Бухареста, 17 км на північний захід від Тиргу-Жіу, 105 км на північний захід від Крайови.

## Населення
За даними перепису населення 2002 року у селі проживали 940 осіб, з них 939 осіб (99,9%) румунів. Усі жителі села рідною мовою назвали румунську.